# Aman (IDF)
Aman (heb.: אגף המודיעין, Agaf HaModi'in; hrv.: Obavještajni odjel) je naziv za vojnu obavještajnu službu Države Izrael. Aman je središnja vojna obavještajna agencija koja služi sigurnosno-obavještajnom radu Izraelskih obrambenih snaga (IDF). Agencija je osnovana 1950. godine kada se obavještajni odjel odvojio od glavnog stožera IDF-a. Sam odjel je uglavnom bio sastavljen od bivših članova obavještajnog dijela židovske paravojne organizacije Haganah.
Aman je dio izraelske obavještajne zajednice zajedno sa Shabakom, zaduženim za unutarnju sigurnosti i Mossadom zaduženim za obavještajno djelovanje u inozemstvu.
Aman je nezavisan te nije dio kopnene vojske, zračnih snaga i ratne mornarice već je izravno podređen Glavnom stožeru. Pod izravnim zapovjedništvom Amana je Sayeret Matkal, specijalna postrojba IDF-a namijenjena za izviđanje i specijalne operacije i Postrojba 8200 zadužena za kibernetičku sigurnost.
Trenutni ravnatelj Amana je general-bojnik Tamir Hayman.

## Ustroj
- Obavještajni zbor - središnji odjel za prikupljanje informacija i analizu Glavnog stožera Izraelskih obrambenih snaga
- Istražni odjel - odjel zadužen za analizu i vrednovanje prikupljenih informacija
- Informacijska sigurnost - odjel zadužen za zaštitu tajnih podataka, informacija i protuobavještajno djelovanje
- Središnjica za informacijske operacije - odjel zadužen za psihološke i propagandne operacije
- Obavještajni odjel Izraelske ratne mornarice
- Obavještajni odjel Izraelskog ratnog zrakoplovstva
- Zbor za borbeno prikupljanje informacija - obavještajni odjel Zapovjedništva Kopnenih snaga
- Obavještajni odjeli regionalnih vojnih zapovjedništava Izraelskih obrambenih snaga
- Postrojba 8200, postrojba Izraelskih obrambenih snaga zadužena za kibernetičku sigurnost
- Sayeret Matkal, Izvidnica Glavnog stožera, specijalna postrojba Glavnog stožera Izraelskih obrambenih snaga

## Zadaće
Neke od najvažnijih Amanovih zadaća su:
- obavještajna procjena sigurnosne politike, vojno planiranje te prosljeđivanje obavještajnih informacija IDF-u i Vladinim tijelima,
- obavljanje obavještajnih zadataka na terenu,
- vojna cenzura,
- razvoj "posebnih mjera" za potrebe obavještajnog rada,
- razvoj obavještajne doktrine na području istraživanja, prikupljanja i sigurnosti na terenu te
- osiguranje i odgovornost za vojne atašee u inozemstvu.

## Ravnatelji kroz povijest
| Ravnatelj                           | Razdoblje     |
| ----------------------------------- | ------------- |
| Isser Be'eri                        | 1948. – 1949. |
| Pukovnik Chaim Herzog               | 1949. – 1950. |
| Pukovnik Binyamin Gibli             | 1950. – 1955. |
| General-bojnik Yehoshafat Harkabi   | 1955. – 1959. |
| General-bojnik Chaim Herzog         | 1959. – 1962. |
| General-bojnik Meir Amit            | 1962. – 1963. |
| General-bojnik Aharon Yariv         | 1964. – 1972. |
| General-bojnik Eli Zeira            | 1972. – 1974. |
| General-bojnik Shlomo Gazit         | 1974. – 1978. |
| General-bojnik Yehoshua Saguy       | 1979. – 1983. |
| General-bojnik Ehud Barak           | 1983. – 1985. |
| General-bojnik Amnon Lipkin-Shahak  | 1986. – 1991. |
| General-bojnik Uri Sagi             | 1991. – 1995. |
| General-bojnik Moshe Ya'alon        | 1995. – 1998. |
| General-bojnik Amos Malka           | 1998. – 2001. |
| General-bojnik Aharon Zeevi-Farkash | 2001. – 2006. |
| General-bojnik Amos Yadlin          | 2006. – 2010. |
| General-bojnik Aviv Kochavi         | 2010. – 2014. |
| General-bojnik Herci HaLevi         | 2014. – 2018. |
| General-bojnik Tamir Hayman         | 2018. -       |

## Unutarnje poveznice
- Mossad, vanjska obavještajna služba
- Shabak, unutarnja sigurnosna služba
- Postrojba 8200, zadužena za kibernetičku sigurnost

## Vanjske poveznice
- Službena stranica Izraelskih obrambenih snaga: Aman
- Aman - Military Intelligence - Agaf ha-Modi'in
- The Yom Kippur War: the IDF version
- המודיעין הישראלי: טעינו בהערכה שלסדאם נשק לא קונוונציונלי
- Normam Polmar, Thomas B. Allen, "Księga szpiegów", Encyklopedia, Wyd. Magnum, Varšava 2000., 702. str., ISBN 83-85852-27-1
- Samuel M. Katz, "AMAN - Wywiad wojskowy Izraela", Wyd. Bellona, Oficyna Wydawnicza Rytm, Varšava 1999., 391. str., Seria: Kulisy Wywiadu i Kontrwywiadu, ISBN 83-87893-30-7, ISBN 83-11-09013-0